# リビアの鉄道
リビアの鉄道（リビアのてつどう）では、リビアにおける鉄道について説明する。リビアには1965年以来、運行している鉄道はないが、かつては鉄道網が存在していた。また2014年現在、大規模な鉄道網の建設が進められている。

## 歴史

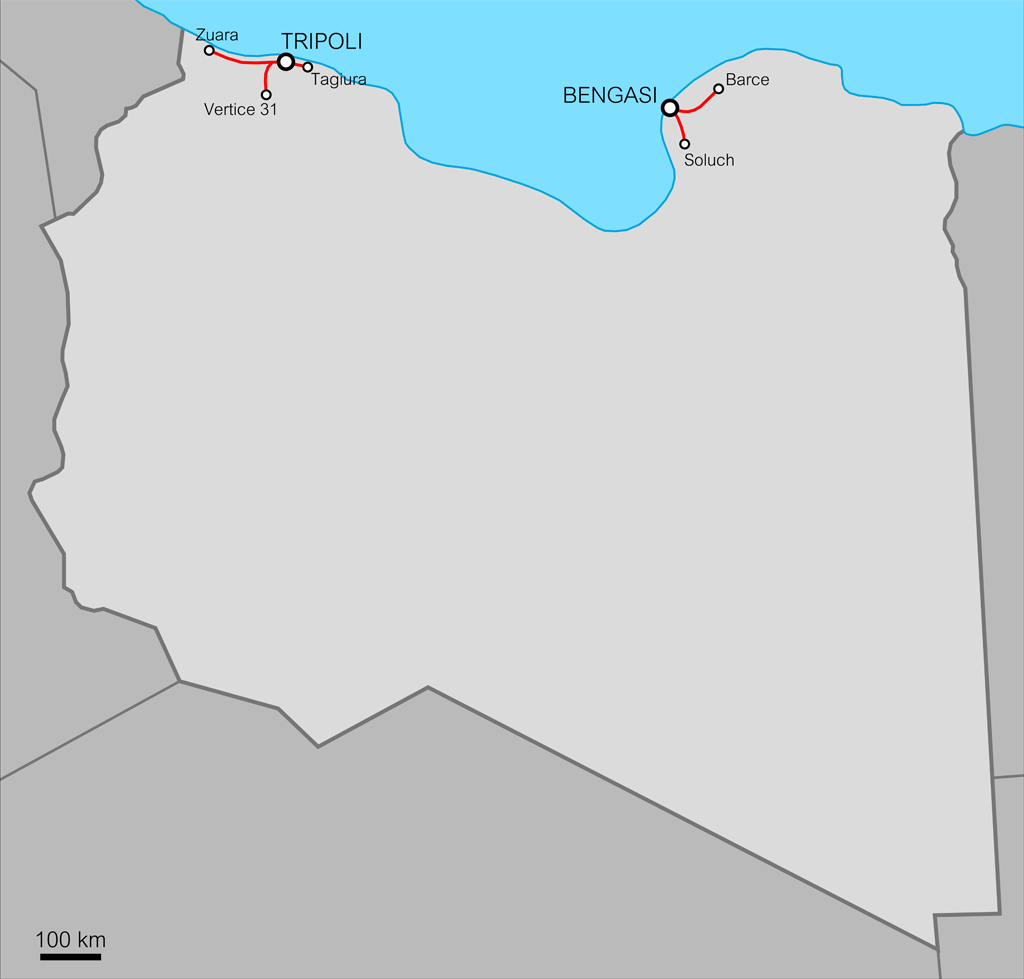
イタリア領リビアにおける鉄道網

かつてリビアを支配していたイタリアは、リビアに950 mm軌間の鉄道を400 km近く建設した。イタリアが最後に着工した鉄道はトリポリとベンガジを結ぶもので、1941年夏に着手されたが、第二次世界大戦の敗北により初期の段階で工事は中止された。
950 mm（3 フィート 1+3⁄8 インチ）軌間の鉄道網はイタリアの統治の一環として1912年3月17日に開業し、トリポリを中心としていた。これはトリポリから120 km西のズワーラ (Zuwarah) 、100 km南のガルヤーン (Gharyan)、10 km東のタジュラ (Tajura) を結んでいた。
またこれとは別に750 mm（2 フィート 5+1⁄2 インチ）軌間（後に950 mm軌間に改軌された）の鉄道がベンガジを中心に存在していた。この鉄道はバルカ (Barca)（現在はアル・マリ Al Marj）までの110 kmを本線とし1911年から1927年までかけて段階的に開通した。またスルーク (Suluq) までの1926年に開通した56 kmの支線もあった。
バルカからデルナ (Darnah) まで、およそ40 kmほどが軍事目的で第二次世界大戦中に延長された。この路線がリビアで最後に廃止された区間で、1965年末のことであった。
標準軌の鉄道がエジプトのマトルー (Matruh) の東10 kmのところにある分岐点からトブルクまで、第二次世界大戦中に連合国軍の地域防衛の目的で建設された。連合国軍の北アフリカ戦線における前進の結果として、1942年にこの350 kmの路線は完成した。エジプトのサルーム (Sallum) より西のリビア国内の125 kmの区間は、1946年12月20日に廃止されて撤去されたが、エジプト鉄道のサルーム支線は今でも時折貨物列車が運行されている。

## 現在の計画
2014年現在、3,170 kmにおよぶ標準軌の鉄道網を建設する計画が存在する。
海岸に沿って建設する路線は、結果的にエジプトとチュニジアを結ぶ北アフリカの連絡鉄道の一部を形成することになる。チュニジアとの国境にあるRas Ejder から首都トリポリを経由して当時のリビアの最高指導者ムアンマル・アル＝カッザーフィーの故郷スルトまでの区間も請け負っていた中国鉄建は2008年6月にスルトからフムス (Al Khums) までの352 kmの工事も行い、2013年完成予定であった。この東西横断路線は複線となる予定であった。しかし、2011年3月1日、政情不安を理由にプロジェクトは中止となった。中国鉄建の手掛けるもう1つの路線は南北縦断でセブハ近くのWadi Shatiにある鉄鉱山から製鉄所と港のあるミスラタまでの800 kmを運行する予定で、2012年に完成する予定であったが、こちらも中止。完成したのは総額42億米ドルのうち6億米ドルの契約部分だけであった。
さらにスルトからリビア第二の都市ベンガジまでの554 kmの区間が計画されている。2007年10月にロシア鉄道はこのプロジェクトに関するフィージビリティスタディ（実現可能性調査）を提出し、2008年には4年間の工期の計画で工事の契約を行った。工事は2008年8月30日に開始された。2010年8月、ロシア鉄道はアンサルドSTSとSELEXコミュニケーションズと、信号・通信・電力・保安・発券システムに関する契約を3年間の納期で結んだ。アンサルドSTSとSELEXコミュニケーションズはスルトからチュニジアとの国境まで、およびセブハまでの路線に関する信号システムに関しても請け負っていた。
南へニジェールと結ぶサハラ砂漠縦貫鉄道も計画されている。

## 車両
2007年6月10日、アメリカ合衆国のゼネラル・エレクトリックと、機関車の供給およびリビアの関係者への運転と保守の訓練を行う契約を結んだ。この契約には保守部品の供給と技術支援が含まれる。最初のリビア向けの出荷は2009年半ばにリビアに到着する。

## 年表

### 2009年
- 1月 - 中国鉄建がトリポリからRas Ejderまでの172 kmの建設を請け負った[9]。

### 2008年
- 11月 - ゼネラル・エレクトリックが15両のディーゼル機関車を納入[10]。
- 8月30日 - ロシア鉄道がスルトとベンガジの間の554 kmに着工[7]。
- 4月25日 - ロシアがスルトからベンガジまでのおよそ500 kmの海岸路線を建設することになる。さらにスルトから西へミスラタおよびフムスまでの352 kmのプロジェクトとつながる予定である[11]。
- 中国鉄建が26億ドルのリビアにおける鉄道建設契約を結ぶ[12][13]。フムスとスルトの間の東西の352 kmの海岸路線と、セブハからミスラタまでの鉄鉱石輸送用の800 kmの路線。

### 1998年
リビアがBahne of EgyptおよびJez Sistemas Ferroviariosと分岐器の供給契約を結ぶ。

## 隣接国との鉄道接続状況
- アルジェリア - 接続なし、同じ標準軌を採用している。
- チャド - 2016年時点で鉄道が存在しない。
- エジプト - 計画中、同じ標準軌を採用している。
- ニジェール - 2016年時点で鉄道が存在しない、提案中。
- スーダン - 接続なし、標準軌の区間と1,067 mm狭軌区間がある。
- チュニジア - 計画中、ほとんどは標準軌であるが、1,000 mm軌間の区間は改軌する必要がある。